# Тутагачево
Тутага́чево (рос. Тутагачево, башк. Тутағас) — присілок у складі Балтачевського району Башкортостану, Росія. Входить до складу Нижньосікіязовської сільської ради.
Населення — 308 осіб (2010; 364 у 2002).
Національний склад:
- башкири — 95 %